# Batman: Return of the Joker
Batman: Return of the Joker est un jeu vidéo d'action et de plate-forme sorti en 1991 sur Game Boy, Mega Drive et Nintendo Entertainment System. Le jeu a été développé et édité par Sunsoft.
Le jeu a été renommé Batman: Revenge of the Joker sur Mega Drive où il a été développé par Ringler Studios et édité par Data East. La version NES s'intitule Dynamite Batman au Japon.

## Accueil
- Famitsu : 23/40[1]